# Медведково (усадьба)
Медведково — подмосковная усадьба, принадлежавшая в XVI—XVII веках роду Пожарских. Усадьба находилась восточнее церкви, близ нынешней Полярной улицы. До наших дней не сохранилась.

## Название
Предполагается, что название села происходит от прозвища первого владельца этих земель Василия Фёдоровича Пожарского — Медведь.

## История
Первое упоминание села Медведково (изначально — Медведево) содержится в писцовой книге 1623 года. На тот момент оно было владением князя Дмитрия Михайловича Пожарского, внука Фёдора Ивановича Пожарского. Источник характеризует это село «как старинную отца его вотчину».
В августе 1612 года Дмитрий Михайлович Пожарский, выступивший с ополчением против поляков, сделал последнюю остановку перед битвой у села Медведково (по легенде, в том месте, где сейчас находится храм).
После освобождения Москвы Медведково стало его основной подмосковной резиденцией. В 1623 году в селе была построена деревянная шатровая церковь в честь Покрова Пресвятой Богородицы, для которой был отлит особый колокол в честь освобождения Москвы.
В 1634—1635 годах на месте деревянной была построена новая каменная церковь, уникальность которой состоит в том, что она является последней одношатровой в московском зодчестве. В 1652 году строительство шатровых храмов было запрещено патриархом Никоном как несоответствующих церковному чину.
В 1685 году умер последний представитель рода Пожарских Юрий Иванович, внук Дмитрия Михайловича. Имение конфисковалось в пользу государства и стало владением Василия Васильевича Голицына, фаворита царевны Софьи. Он много времени уделял обустройству усадьбы и украшению церкви. При Голицыне был создан иконостас главного храма, отлиты новые колокола, передано церкви Медведковское напрестольное евангелие 1681 года, миниатюры в котором, по преданию, были созданы царевной Софьей. Территория имения была увеличена в 30 раз.
В 1689 году, после свержения царевны Софьи и лишения Голицына боярства и всего имущества, Медведково было конфисковано. В 1691 году оно стало владением князя Федора Кирилловича Нарышкина, дяди Петра I. После его смерти в 1698 году имение было передано его родному брату, Льву Кирилловичу Нарышкину.
Основным местом летнего отдыха Л. К. Нарышкина была усадьба Кунцево, однако именно при нём началось переустройство медведковской усадьбы (строительство нового дома и устройство парка) и, предположительно, храма. Согласно отчёту 1969 года, именно в XVIII веке (скорее всего, в период с 1787 по 1795 гг.) произошло существенное изменение облика церкви: обходные галереи (гульбища) были превращены в крытые переходы; срублены все изразцы с шатра; растесаны или прорублены заново оконные проёмы в шатре, восьмерике и четверике; круглые барабаны четырёх декоративных главок отесаны на 8 граней; переделаны все кровли; перестроена колокольня.
В 1809 году недостаток денег заставил владельца имения, Александра Львовича Нарышкина, продать его Карлу Яковлевичу Шмидту, который перепродал его в том же году за 146 тысяч рублей надворному советнику Александру Родионовичу Сунгурову и Николаю Михайловичу Гусятникову в общее владение. Медведково не было разорено в 1812 году, так как французские войска до него не дошли.
В 1842 году владелицей села Медведково стала Е. Я. Сунгурова (вдова А. Р. Сунгурова), а в 1851 году оно перешло к её внучке Н. В. Бланк. В 1881 году 475 десятин земли имения были проданы Т. К. Капыриной, а в 1886 году его унаследовал Н. М. Шурупенков.
В конце XIX века Медведково начало пользоваться популярностью среди московских дачников. В 1890—1891 годах здесь жил и работал, будучи студентом Московского училища живописи, художник Константин Коровин. Сельские виды вдохновили художника на создание картины «Ручей» (1890-е гг.), изображающей левый приток Яузы — Медведковский ручей. Известно, что в указанный период Коровина навещали Исаак Левитан и Михаил Врубель.
С 1870 по 1880-е годы в Медведково жил вместе с родителями будущий поэт Валерий Брюсов. Именно этому месту была посвящена его первая печатная работа, опубликованная в 1884 году в детском журнале «Задушевное слово», — «Письмо в редакцию (Описание Медведкова)».
В 1897 году Н. М. Шурупенков продал 9 десятин земли для строительства Савёловской железной дороги. В 1899 году в Медведкове появился кирпичный завод торгового дома «С.Канн и К».
В 20-е годы XX века в селе был создан колхоз, в 1924 году — пчеловодческое товарищество. В 1930-е годы в доме располагался детский санаторий. Дальнейшая судьба усадьбы не известна, но, судя по кинохронике 1964 года, дома не стало в период с 1930-х по 1960-е годы.

## Владельцы усадьбы
| Владелец                                                      | Период владения                 | Примечание                  |
| ------------------------------------------------------------- | ------------------------------- | --------------------------- |
| Василий Фёдорович Пожарский                                   | 1 половина XVI века             |                             |
| Фёдор Иванович Пожарский                                      |                                 | двоюродный брат предыдущего |
| Михаил Иванович Пожарский                                     |                                 | сын предыдущего             |
| Дмитрий Михайлович Пожарский                                  | 1623 (первое упоминание) — 1642 | сын предыдущего             |
| Пётр Дмитриевич и Иван Дмитриевич Пожарские                   | 1642—1647                       | сыновья предыдущего         |
| Иван Дмитриевич Пожарский                                     | 1647 — ?                        |                             |
| Юрий Иванович Пожарский                                       | до 1685 года                    | сын предыдущего             |
| Василий Васильевич Голицын                                    | 1685—1689                       |                             |
| Фёдор Кириллович Нарышкин                                     | 1691—1698                       | дядя Петра I                |
| Лев Кириллович Нарышкин                                       | 1698—1705                       | брат предыдущего            |
| Иван Львович, Александр Львович и Аграфена Львовна Нарышкины  | 1705—1707                       | дети предыдущего            |
| Аграфена Львовна Черкасская (в девичестве Нарышкина)          | 1707—1710                       |                             |
| Иван Львович и Александр Львович Нарышкины                    | 1710—1732                       |                             |
| Александр Львович Нарышкин                                    | 1732—1746                       |                             |
| Елена Александровна Нарышкина (в девичестве Апраксина)        | 1746—1763                       | вдова предыдущего           |
| Лев Александрович Нарышкин                                    | 1763—1799                       | сын предыдущей              |
| Александр Львович Нарышкин                                    | 1799—1809                       | сын предыдущего             |
| Карл Якоб (Яковлевич) Шмидт                                   | 1809                            |                             |
| Александр Родионович Сунгуров и Николай Михайлович Гусятников | 1809—1842                       |                             |
| Е. Я. Сунгурова                                               | 1842—1851                       | вдова А. Р. Сунгурова       |
| Н. В. Бланк                                                   | 1851—1881                       | внучка предыдущей           |
| Т. К. Капырина                                                | 1881—1886                       |                             |
| Николай Михайлович Шурупенков                                 | 1886 — ?                        |                             |